# Axel Nort
Axel Nort was een Vlaamse televisieserie uit 1966 met in de hoofdrol Nand Buyl als privédetective Axel Nort  en Johny Voners als Dirk Talboom. De serie werd uitgezonden van 26 oktober 1966 tot 8 februari 1967 bij de BRT. In Nederland werd de serie uitgezonden door de NTS van 1 oktober 1967 tot 14 januari 1968.
Axel Nort is gebaseerd op een berichtje dat destijds in De Groene Amsterdammer stond. Daar werd vermeld dat een Engelse dame via haar straalkacheltje naar de BBC luisterde. Dit berichtje inspireerde scenarist Louis De Groof tot het maken van een detectiveserie waarin een man gekleed als Sherlock Holmes, rijdend in een oud 2 pk'tje, misdrijven oplost.

## Verhaal
Het verhaal begint wanneer het straalkacheltje van Nora Pintens wordt gestolen. Op dit straalkacheltje kan zij vreemd genoeg de Gewestelijke Radio Omroep  ontvangen. Buurjongen Dirk, de zoon van politiecommissaris Talboom, ziet de diefstal gebeuren vanuit zijn raam aan de overkant van de straat. Dirk raakt, mede door zijn vader, bevriend met Axel Nort.  Wanneer Nora de hulp van Axel Nort inroept om het kacheltje weer terug te krijgen, zet deze samen met zijn trouwe helpers, waaronder Dirk Talboom, de zoektocht in. Daardoor worden zij meegesleurd in een internationale handel van diamantsmokkelaars onder leiding van Mister Kee.

## Afleveringen
Aflevering 1: "Kachelmuziek"
Dirk Talboom (Johny Voners) heeft veel belangstelling voor een eigenaardig voorwerp, dat Nora Pintens (Gerda Marchand), zijn buurmeisje, pas gekocht heeft: een straalkacheltje dat muziek maakt.  Maar twee dieven stelen het kacheltje en als Nora achter hen aan wil, ontvoeren ze haar. Dirk is niet voor niets de zoon van commissaris Talboom. Hij waarschuwt meteen zijn vader. Ook detective Axel Nort (Nand Buyl) wordt op de hoogte gebracht. Dirk studeert criminologie en zou maar wat graag bij de recherche gaan en een beroep uitoefenen zoals Axel Nort. Het kacheltje komt echter weer terecht maar er komt geen muziek meer uit. Het onderzoek brengt hen bij Sam Suffie (Jan Reusens), de eerdere eigenaar van het kacheltje...
Aflevering 2: "Het boze oog"
Nora doet, na enig aandringen, haar verhaal aan Axel Nort en Dirk. 's Nachts wordt er een kei door haar ruit gegooid.  Daarop staat een dreigend oog.  Nora wil tijdelijk verhuizen en als ze vertrekken zien ze een van haar ontvoerders in het station. Dirk komt in conflict met andere reizigers en laat de ontvoerder ontsnappen.  Hij krijgt toestemming van zijn vader om met Axel Nort mee te werken en gaat er op bezoek. Ze gaan samen naar Sam Suffie voor meer informatie. Een bende heeft ook daar een waarschuwing van "het boze oog" gestuurd.
Aflevering 3: "Mimosa"
Dirk is nu assistent van Axel Nort. In zijn ijverige zoektocht naar de bandieten komt hij terecht bij de kinderen die indiaantje spelen in de buurt van het huis van Sam Suffie. Ze hebben een pijl en een briefje, vinden schoensporen en papiersnippers. Met de hulp van Mark vindt Dirk een spoor dat naar Vellem leidt en naar de Villa Mimosa waar de gangsterbende zich schuilhoudt. Axel Nort trekt eropuit maar wordt gevangengenomen.
Aflevering 4: "Rook en vuur"
Axel Nort zit gevangen in Villa Mimosa, samen met de koster (Dolf Denis) van Vellem. Bij zijn zoektocht geraakt Dirk ook in de val. Meck (Alex Cassiers) en Buf (Vic Moeremans) willen Nort in de schuilkelder verstikken. Nort zoekt een oplossing.
Aflevering 5: "Opgeruimd staat netjes"
Commissaris Talboom en Dirk bevrijden Axel Nort uit zijn gevangenschap. Een nieuw personage kruist hun pad: "de dame met de hoofddoek". In het autowrak van de gangsters, vindt Nort een onderdeel van het kacheltje en een partij diamanten, verborgen in het reservewiel. Voor Dirk is het mysterie opgelost. Maar Axel Nort denkt er anders over. Sam gaat bij de pastoor van Vellem om Nort te waarschuwen voor de boeven.  Die kunnen ze uiteindelijk oppakken in een verlaten schuur.
Aflevering 6: "Kortsluiting"
Er is een kortsluiting in het huis van Axel Nort. Een nepwerknemer van de elektriciteitsmaatschappij plaatst een tijdbom in zijn huis. Zo ontdekken ze ook dat de telefoon afgetapt wordt. Axel Nort wil een familieraad in verband met de medewerking van Dirk. Meck en Buf lossen niets bij hun ondervraging.
Aflevering 7: "Per luchtpost"
De kinderen plagen Neppie als ze met hen wil meespelen. Sam Suffie keert terug naar huis en Dirk en Mark vinden hem opgesloten in een kast. Tijdens een politietransport kan Dingo (Walter Moeremans) ontsnappen dankzij afleidingsmanoeuvres van 'de dame met de hoofddoek' en een bus. Axel Nort en Dirk ontsnappen op het nippertje aan de dood. Er was een bom gemonteerd in Norts wagen.
Aflevering 8: "Schoppenvrouw"
De 'dame met de hoofddoek' en meneer Dilbert werken blijkbaar samen. Axel Nort en Dirk zoeken verder naar sporen van het vliegtuigje dat hen gewaarschuwd heeft voor de aanslag. Ze komen tot de conclusie dat er twee geheimzinnige vrouwen zijn. Sam krijgt van Nort een schuilplaats en ze brengen Neppie bij haar tante Elia (Vera Veroft) terug. Onze helden vermoeden dat zij meer weet.
Aflevering 9: "Solo voor slagwerk"
Axel Nort en Dirk gaan om informatie bij de telefooncentrale. Daar zien ze een geheimzinnige vrouw. Via haar komen ze in de schoenwinkel van Dilbert terecht. Ze kunnen de boeven inrekenen, maar Dilbert en Barbara kunnen ontsnappen langs het pakhuis.
Aflevering 10: "Barbara"
Neppie is bij haar tante Elia en ze heeft een singletje gevonden: "Solo voor slagwerk".  De 'dame met de hoofddoek' blijkt haar moeder te zijn, Barbara. Sam Suffie staat op de uitkijk aan het pakhuis. Na een lange achtervolging krijgt hij Dingo en Barbara te pakken.
Aflevering 11: "De man met het houten been"
Barbara moet zich, tegen haar zin, schuilhouden in het huis van Nort. Voorlopig is alles rustig en Nort werkt verder aan zijn muzikale pop. Barbara wil Dilbert onschadelijk maken. Ze ontdekken dat hij het kopstuk is van de internationale diamantensmokkel. Neppie wordt ontvoerd. Mark volgt haar en doet pogingen om samen met haar te ontsnappen uit een verlaten boerderij.
Aflevering 12: "Doedelzak"
Neppie is ontvoerd maar Mark is haar gevolgd. In het verlaten huis vinden ze Sam Suffie met een houten been. Ondertussen ontdekt Elia de verdwijning van Neppie.  Sam Suffie kan de twee kinderen bevrijden en brengt hen terug bij Elia. Axel Nort en Dirk komen een zekere Loebert op het spoor, ook een diamanthandelaar. Loebert wordt verwacht in de Zaansteeg, waar Dilbert zich schuilhoudt. Axel Nort neemt zijn plaats in. Loebert kan Dirk verdoven en Dilbert verwittigen. Dirk en de politie vinden Nort op een zolderkamer.
Aflevering 13: "Door het oog van de naald"
Nort doet zijn verhaal aan Dirk en de politie. Loebert is in zijn plaats neergeschoten. Nort is op een zolderkamer gevlucht en Barbara zoekt hem op om de ontvoering van Neppie te melden. Neppie stelt zich de vraag of de fonoplaat er iets mee te maken heeft. Sam brengt Mark naar huis en ziet dat ze gevolgd worden.  Dirk slaat op de vlucht voor de bendeleden.
Aflevering 14: "Klare wijn"
Tot grote bezorgdheid van Axel Nort en de commissaris worden Sam en Dirk opgepakt en opgesloten door de bende van Dilbert. Als Loebert in het ziekenhuis herstelt wil hij niets bekennen. Hij wil alleen met Barbara praten. Zij blokkeert de afluisterapparatuur van de politie en informeert naar een zekere Filip. Wie is Mister Kee? Ze vlucht weg, wordt ontvoerd en naar Dilbert gebracht. Hij doet haar een voorstel: de fonoplaat in ruil voor Filip.
Aflevering 15: "De zwarte kloof"
Sam Suffie kan uit de klauwen van de bende ontsnappen. Hij kan nog net de hulp van de politie inroepen. Loebert verklapt uiteindelijk de schuilplaats van Dilbert aan Axel en Dirk. Elia, Sam en Neppie schuilen bij de pastoor in Vellem. Dirk is gedropt in een bos en hoort dat Barbara naar de zwarte kloof rijdt.
Aflevering 16: "Moloch"
De ruil verloopt niet volgens afspraak. Dilbert heeft de fonoplaat maar hij dropt Filip in een bootje. Nort zet een wegversperring op en kan de meeste boeven inrekenen. Dilbert probeert te ontsnappen. Ze vinden elkaar in de grot van Mister Kee.

## Cast
- Nand Buyl – Axel Nort
- Johny Voners – Dirk Talboom
- Jan Reusens – Sam Suffie
- Denise De Weerdt – Barbara
- Vera Veroft – Elia
- Rita Derre – Neppie
- Christian Van Damme – Mark
- Marcel Hendrickx – Kommissaris Talboom
- François Bernard – Dilbert
- Vic Moeremans – Buf
- Ann Petersen – Waardin
- Alex Cassiers – Meck
- Gerda Marchand – Nora Pintens
- Greta Lens – Ida Talboom
- Walter Moeremans – Dingo
- Dolf Denis – Koster
- Rik Andries - Bendelid
- Fanny Steenacker – Juffrouw Berger
- Fons Derre – Ingenieur Kroon
- René Peeters – Loeber
- André Delys – Willy
- Jacky Morel – Filip
- Ray Verhaeghe – Ned
- Ugo Prinsen – Francis
- Cyriel Van Gent – Pastoor Erms
- Chris Lomme – Sonja
- Leo Haelterman – Leo
- The Mockin' Birds - Orkest

## Trivia
- Het kerkorgel dat Axel Nort bespeelt tijdens een huwelijksmis op het moment dat hij invalt voor de verdwenen koster is dat van de Sint-Pieterskerk in Lo (West-Vlaanderen).
- Het station waar Sam Suffie in het nauw gedreven wordt door de bende van Dilbert en ternauwernood een botsing vermijdt is dat van Ronse. Ook de locatie met de huizen van de familie Talboom en Nora Pintens bevindt zich in Ronse.
- De bekende 'tune' van Axel Nort is gebaseerd op de titelmuziek van de film How the West Was Won van Alfred Newman.
- De filmmuziek die werd gebruikt in de serie is afkomstig van de James Bond films met Sean Connery.

## Boeken
Er zijn ook twee boeken gebaseerd op Axel Nort uitgegeven:
- Axel Nort, Uitgeverij Van In, 1967 (gebaseerd op het scenario van de televisieserie)
- Axel Nort overwint, Uitgeverij Van In, 1967

## Dvd-uitgave
Op 10 oktober 2006 is Axel Nort op dvd verschenen in de reeks "VRT Klassiekers".